# Padasuka (Cibatu)
Padasuka is een bestuurslaag in het regentschap Garut van de provincie West-Java, Indonesië. Padasuka telt 5024 inwoners (volkstelling 2010).